# Okręty podwodne typu Lobo
Okręty podwodne typu Lobo/Abtao – peruwiańskie okręty podwodne z okresu zimnej wojny. W latach 1952–1957 w amerykańskiej stoczni Electric Boat w Groton zbudowano cztery jednostki tego typu, które zostały przyjęte do służby w Marina de Guerra del Perú w latach 1954-1957. Wielokrotnie modernizowane okręty zostały skreślone z listy floty w latach 90. XX wieku, a jeden z nich – BAP „Abtao” – został zachowany jako okręt-muzeum.

## Projekt i budowa
Okręty podwodne typu Lobo były ulepszoną wersją zbudowanych w okresie II wojny światowej amerykańskich jednostkach typu Mackerel . Okręty otrzymały m.in. nowoczesne sensory. 8 grudnia 1951 roku zawarto kontrakt na dostawę dwóch pierwszych jednostek.
Wszystkie jednostki typu Lobo zostały zbudowane w stoczni Electric Boat w Groton . Stępki okrętów położono w latach 1952-1955, a zwodowane zostały w latach 1954-1957 .
| Okręt                  | Stocznia      | Początek budowy      | Wodowanie            | Wejście do służby    |
| ---------------------- | ------------- | -------------------- | -------------------- | -------------------- |
| „Lobo” („Dos de Mayo”) | Electric Boat | 12 maja 1952         | 6 lutego 1954        | 14 czerwca 1954      |
| „Tiburón” („Abtao”)    | Electric Boat | 12 maja 1952         | 27 października 1953 | 20 lutego 1954       |
| „Atún” („Angamos”)     | Electric Boat | 27 października 1955 | 5 lutego 1957        | 1 lipca 1957         |
| „Merlín” („Iquique”)   | Electric Boat | 27 października 1955 | 5 lutego 1957        | 10 października 1957 |

## Dane taktyczno-techniczne
Jednostki typu Lobo były okrętami podwodnymi o długości całkowitej 74,1 metra, szerokości 6,7 metra i maksymalnym zanurzeniu 4,3 metra . Wyporność normalna w położeniu nawodnym wynosiła 815 ton, a w zanurzeniu 1400 ton . Okręty napędzane były na powierzchni i w zanurzeniu przez dwa silniki elektryczne o łącznej mocy 2400 KM, do których energię generowały dwa 12-cylindrowe silniki wysokoprężne jednostronnego działania General Motors 278A . Dwa wały napędowe poruszające dwoma śrubami zapewniały prędkość 16 węzłów na powierzchni i 10 węzłów w zanurzeniu . Zbiorniki mieściły 45 ton paliwa, co zapewniało zasięg wynoszący 5000 Mm przy prędkości 10 węzłów w położeniu nawodnym .
Okręty wyposażone były w cztery dziobowe i dwie rufowe wyrzutnie torped kalibru 533 mm (21 cali) . Pierwsze dwie jednostki miały umieszczone za kioskiem działo pokładowe kal. 127 mm (5 cali) L/25 Mk 40 .
Załoga pojedynczego okrętu składała się z 40 oficerów, podoficerów i marynarzy .

## Służba
Pierwsza para okrętów (BAP „Lobo” i „Abtao”) zostały przyjęte do służby w Marina de Guerra del Perú w 1954 roku, a dwa następne okręty („Atún” i „Merlín”) w 1957 roku . Okręty otrzymały numery taktyczne S-41 – S-44 . W 1960 roku zmieniono nazwy jednostek na „Dos de Mayo” (ex-„Lobo”), „Abtao” (ex-„Tiburón”), „Angamos” (ex-„Atún”) i „Iquique” (ex-„Merlín”) . W latach 1965–1968 okręty przeszły remont generalny w macierzystej stoczni w Groton, podczas którego m.in. ulepszono systemy sterownicze . W 1981 roku na wszystkich jednostkach dokonano wymiany wyposażenia radioelektronicznego: zdemontowano obydwa sonary, instalując w zamian zestaw sonarowy EDO 1102/1105; okręty otrzymały także nowe baterie akumulatorów . W latach 80. na pokładach wszystkich jednostek zamontowano też system przeciwdziałania elektronicznego ECM . Na początku lat 90. z listy floty zostały skreślone „Angamos” i „Iquique”, a dwie pozostałe stały się w 1995 roku okrętami szkolnymi. Służbę zakończyły w 1999 roku, a „Abtao” został zachowany jako okręt-muzeum .